# Milón
A krotóni Milón híres ókori görög atléta volt a Magna Graecia-i Krotón görög kolóniáról; minden idők egyik legdicsőbb olimpikonja. Hatszoros olimpiai győztes. Diodórosz ókori történetíró azt írta róla, hogy Püthagorasz követője volt. Állítólag feleségül vette Püthagorasz Müia nevű lányát.

## Olimpikonként
Már 14 éves korában, i. e. 540-ben a gyermekek birkózó viadalán babérkoszorút szerzett. 
Hat alkalommal nyert az olümpiai játékokon, de mégis inkább arról vált nevezetessé, hogy elnyerte a periodonikész címet. Ez azt jelentette, hogy egy periodosz (periódus, időszak) alatt mind a négy nagy ókori görög viadalon - az olümpiain kívül, a Delphoiban tartott püthói, a Korinthoszban rendezett iszthmoszi és Nemeában bonyolított nemeai játékokon is - győzni tudott. Delphoiban hétszer, Nemeában kilencszer, az iszthmoszi játékokon pedig tízszer nyert. Végül i. e. 512-ben szenvedett vereséget a nála fiatalabb Timaszitheosztól.

## A legendák
A rá vonatkozó információk igen változatosak, ennek megfelelően a Milónról alkotott kép a mai időkre kissé ellentmondásossá vált. A Milón-legenda számos anekdotájában és a későbbi forrásokban egy nehézatléta modelljévé vált, ahol a fizikai képességeinek hangsúlyozása elképesztő, de lényegében nevetséges alakká tette.
Egy legenda szerint Milón egy alkalommal egy négyéves ökröt 1500 méteren keresztül cipelt a vállán, majd a stadionban megtett tiszteletkör után egyetlen ökölcsapással leterítette, és elfogyasztotta. Naponta 17 font (körülbelül 7,7 kg) húst evett, és 10 liter bort ivott.